# Lech Siuda

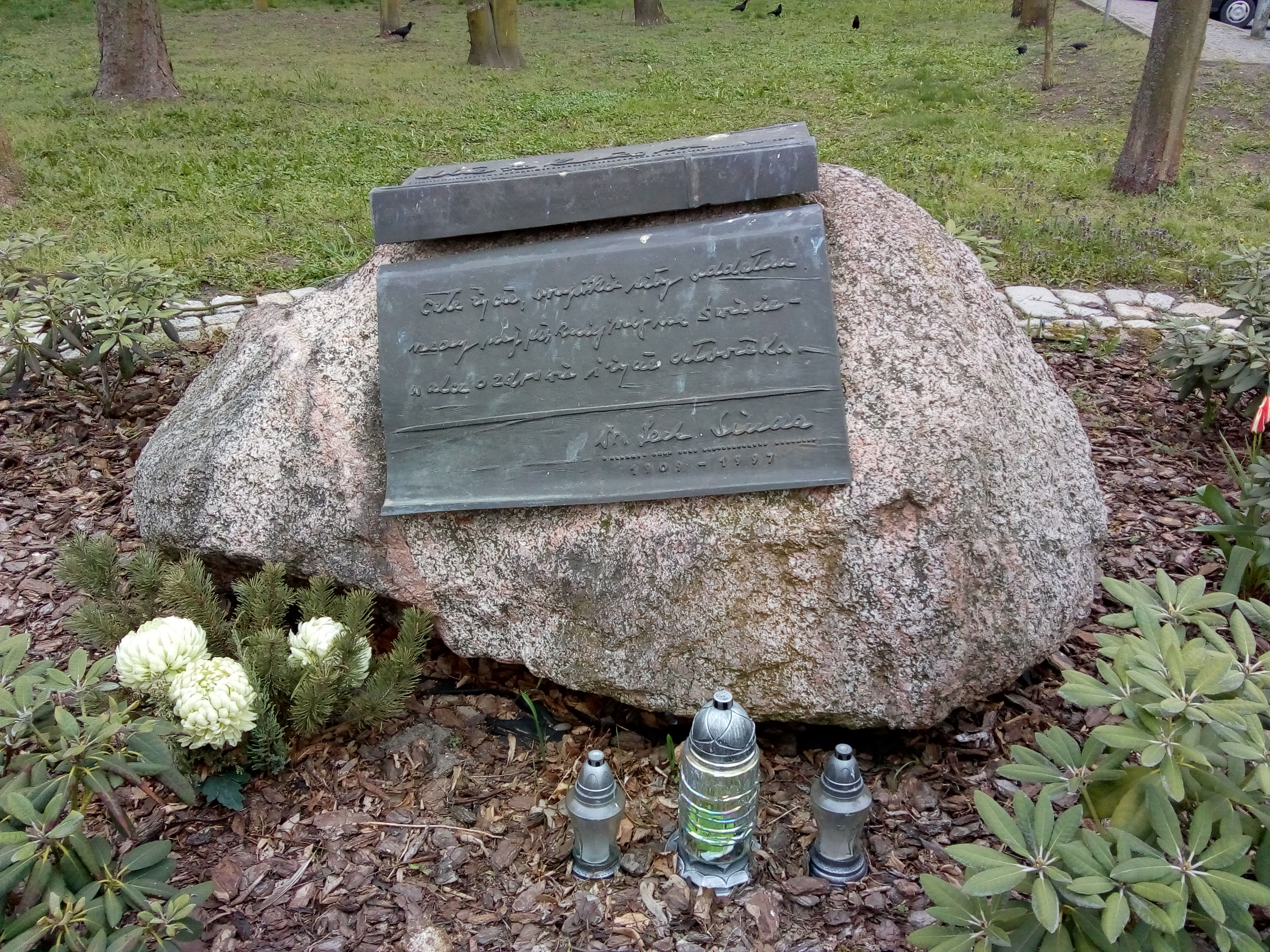
Tablica pamiątkowa Lecha Siudy

Lech Siuda (ur. 2 stycznia 1909 w Lesznie, zm. 17 maja 1997) – polski lekarz, uczestnik II wojny światowej, kolekcjoner malarstwa polskiego.

## Życiorys
W 1926 roku ukończył Gimnazjum w Lesznie i rozpoczął studia na wydziale lekarskim Uniwersytetu Poznańskiego. Po ukończeniu studiów w 1932 r. otrzymał posadę lekarza w Buku i temu miastu pozostał wierny do końca życia.
II wojnę światową spędził jako lekarz na statku transportowym MS Sobieski, uczestnicząc w wielu niebezpiecznych misjach .
Po zakończeniu wojny był jednym z inicjatorów protestu przeciw zmianie bandery tego statku, dzięki czemu wrócił on do Polski. Również Lech Siuda wrócił do ojczyzny i mimo trudności organizował od podstaw służbę zdrowia. Jako byłego lekarza Polskiej Marynarki Handlowej spotykały go różnego rodzaju szykany ze strony władzy ludowej. Doktor Siuda nigdy nie odmawiał pomocy chorym, zawsze był do ich dyspozycji. Mimo że nie zabiegał o zaszczyty i nagrody, został doceniony przez lokalne władze i mieszkańców. W 1983 r. Rada Narodowa Miasta i Gminy Buk przyznała mu tytuł honorowego obywatela. Wojewoda Poznański wyróżnił go medalem - "Ad Perpetuam rei memoriam" (Na wieczną rzeczy pamiątkę).  W 1992 r. zwyciężył w plebiscycie Radia Merkury i uzyskał tytuł Wielkopolanina Roku 1992. 

## Ordery i odznaczenia
- Srebrny Krzyż Zasługi z Mieczami – 1945[1]

## Upamiętnienie
Skwer koło Przychodni Lekarskiej w Buku, w której przyjmował pacjentów, nazwano jego imieniem. Znajduje się tam poświęcony mu kamień 
z tablicą pamiątkową.
Lech Siuda jest także  patronem Szkoły Podstawowej w Szewcach.